# Эберхард IV (граф Вюртемберга)

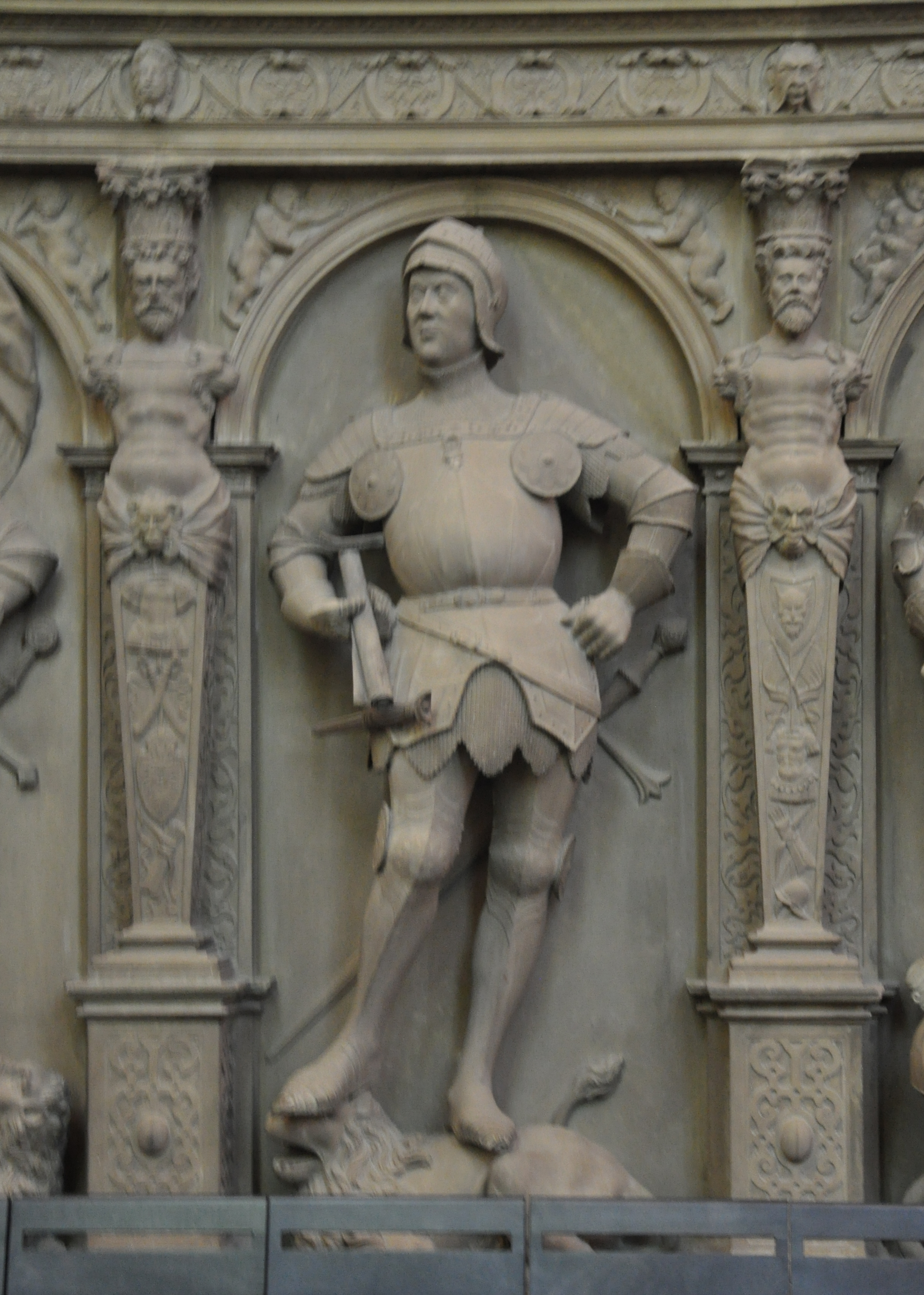
Эберхард IV

Эберхард IV Младший (нем. Eberhard IV., Jüngere; 23 августа 1388, Штутгарт, Герцогство Вюртемберг — 2 июля 1419, Вайблинген, Штутгарт) — граф Вюртемберга с 1417 года, сын Эберхарда III.
Был женат на дочери и наследнице графа момпельгардского (Монбельярского), Генриетте, благодаря чему присоединил к вюртембергским владениям это графство.